# Voxtrot
Voxtrot foi uma banda de Austin, Texas, Estados Unidos de indie pop e indie rock. Suas primeiras gravações foram lançadas em 2003 e seus shows finais foram em junho de 2010.

## Discografia

### Álbums
- 2007: Voxtrot Playlouderecordings / The Beggars Group

### EPs
- 2005: Raised by Wolves EP Cult Hero Records
- 2006: Mothers, Sisters, Daughters & Wives EP Cult Hero Records
- 2006: Your Biggest Fan EP & 7" Beggars Group/Playlouderecordings (#4 on Billboard Hot Singles Sales)

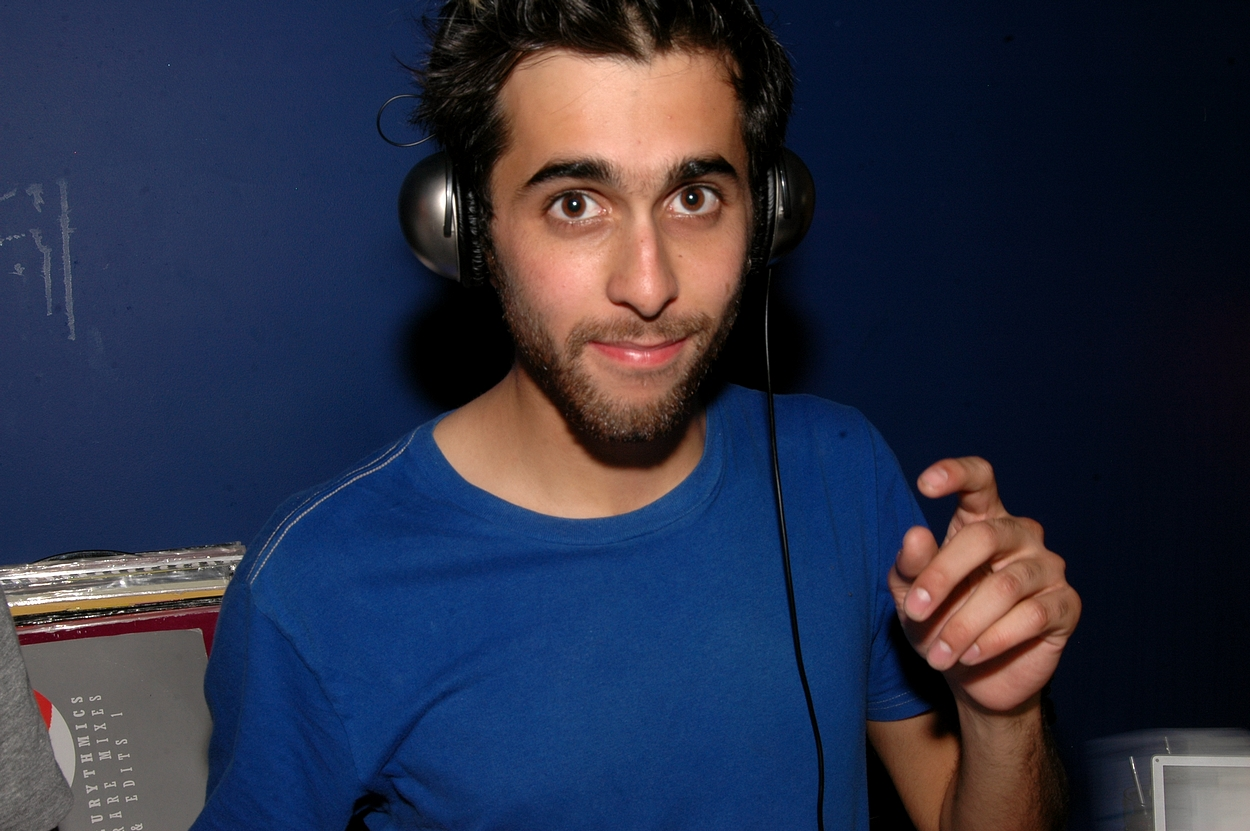
Ramesh Srivastava

### Singlesnos Estados Unidos
- 2004: The Start of Something 7" b/w "Dirty Version" Cult Hero Records / The Bus Stop Label
- 2005: Raised by Wolves 7" b/w "They Never Mean What They Say" Magic Marker Records
- 2009: Trepanation Party digital single Cult Hero Records
- 2009: Berlin, Without Return... 7" b/w "The Dream Lives Of Ordinary People" Cult Hero Records

### Singlesna Europa
- 2006: Mothers, Sisters, Daughters & Wives 7" b/w "Rise Up In The Dirt" Full Time Hobby Records
- 2006: Mothers, Sisters, Daughters & Wives EP & 2x7" Re-Issue / Beggars Group/Playlouderecordings
- 2007: Trouble 7" (limited to 1000 copies) and digital single, from the Your Biggest Fan EP Beggars Group/Playlouderecordings
- 2007: Blood Red Blood 7" (limited to 1000 copies) and digital single, from Voxtrot Beggars Group/Playlouderecordings
- 2007: Firecracker 7" (limited to 1000 copies), CD and digital single, from Voxtrot No. 19 UK Indie Beggars Group/Playlouderecordings

### Compilações
- 2005: "The Start of Something" featured on Bang Crash Boom, Little Teddy Recordings, Alemanha
- 2006: "Warmest Part of the Winter" featured on Little Darla Has a Treat for You, vol. 24 · Darla Records, Estados Unidos
- 2006: "The Start Of Something" featured on The Kids At The Club, How Does It Feel To Be Loved, Reino Unido
- 2007: "The Start of Something" featured on the feature film The Ex, Estados Unidos
- 2010: "Whiskey & Water" featured on P.E.A.C.E., Buffet Libre/Amnesty International, Espanha